# 能美市立辰口中学校
能美市立辰口中学校（のみしりつ たつのくちちゅうがっこう）は、石川県能美市辰口町に所在する公立の中学校である。

## 沿革

### 山上地区
- 1947年（昭和22年）4月1日 - 県知事より設立が認可され、山上村立山上中学校が創立される。
  - 全校生徒218名
- 1947年（昭和22年）5月3日 - 宮竹小学校講堂において開校式を挙行。
  - 校舎が出来るまでは、事務所を山上村青年学校に置き、宮竹・辰口両小学校を教場とした。
  - 辰口教場は、江沼郡篠原にあった旧海軍航空兵訓練所を辰口小学校校舎の東側へ移築し、中学校校舎とした。
- 1947年（昭和22年）10月17日 - 校章「アカンサス」制定。
- 1948年（昭和23年）1月18日 - 父母と先生の会発足。
- 1948年（昭和23年）4月10日 - 岩内に新校舎敷地決定。
- 1949年（昭和24年）11月3日 - 岩内町に第1期工事の校舎が完成。
- 1950年（昭和25年）6月7日 - 校歌制定、ピアノ披露。
- 1951年（昭和26年）4月20日 - 運動場拡張工事竣工。
- 1951年（昭和26年）8月27日 - 第2期工事の校舎が完成。
- 1952年（昭和27年）1月1日 - 校旗新調（第3回卒業生寄付）。
- 1955年（昭和30年）2月25日 - 産業教育研究指定発表会。
- 1956年（昭和31年）6月11日 - 第3期工事の新校舎が完成。
  - 全校生徒400名
- 1956年（昭和31年）9月30日 - 能美郡山上村、久常村の町村合併に伴い、辰口町立山上中学校と改称。
- 1956年（昭和31年）10月28日 - 住民より大口地区の山林を寄贈され、山上中学校学校林と命名される。
- 1957年（昭和32年）4月4日 - 寺井中学校へ通学していた北市、上清水、下清水、徳久、荒屋、高座の生徒が本校へ通学するようになる。
- 1957年（昭和32年）11月8日 - 田谷県知事が学校林を視察、記念植樹をした。
- 1958年（昭和33年）3月1日 - 創立10周年記年式を挙行。
- 1959年（昭和34年）12月2日 - 全教室にストーブ配置。
- 1961年（昭和36年）1月 - 現在の辰口中学校の校舎が辰口小学校の新校舎として完成。
- 1961年（昭和36年）4月1日 - 国造地区の坪野、金剛寺の生徒が同校へ通学するようになる。
- 1961年（昭和36年）11月6日 - 第1棟落成（現在の辰口中央小学校の校舎として）。
- 1962年（昭和37年）5月1日 - 辰口町立辰口中学校と改称。
- 1963年（昭和38年）7月3日 - 第2棟落成（現在の辰口中央小学校の校舎として）。
- 1964年（昭和39年）4月1日 - 辰口町において神田奨学基金条例が制定され、神田賞・アカンサス賞を創設。
- 1964年（昭和39年）6月 - 現在の辰口中央小学校の校舎の第1期工事完成。
- 1964年（昭和39年）8月 - 現在の辰口中央小学校の校舎の第2期工事完成。
- 1964年（昭和39年）10月1日 - 岩内町の校舎から現在の辰口中央小学校の校舎へ移転、国造地区の全生徒が通学するようになる。
  - 統合中学校校舎竣工式を挙行。

### 久常地区
- 1947年（昭和22年）4月1日 - 県知事より設立が認可され、久常村立久常中学校が創立される。
  - 校舎は久常小学校に併設される。
- 1951年（昭和26年）4月 - 寺井野外三ヶ村学校組合立寺井中学校久常教場と改称。
- 1952年（昭和27年）4月 - 寺井野外三ヶ村学校組合が廃止され、生徒は寺井野町立寺井中学校へ通学することとなる。
- 1956年（昭和31年）9月30日 - 町村合併。ただし、通学先の変更は年度明けに。
- 1957年（昭和32年）4月4日 - 寺井中学校へ通学していた北市、上清水、下清水、徳久、荒屋、高座の生徒が山上中学校へ通学するようになる。

### 国造地区
- 1947年（昭和22年）4月1日 - 県知事より設立が認可され、国府村立和気中学校が創立される。
  - 校舎は和気小学校に併設される。
- 1949年（昭和24年）12月15日 - 国府村の2中学（和気・小野）が統合され、国府村立国府中学校が発足。
- 1956年（昭和31年）9月30日 - 能美郡山上村、国府村の町村合併に伴い、小松市辰口町学校組合立国府中学校と改称。
- 1962年（昭和37年）4月 - 坪野、金剛寺の生徒が辰口中学校へ通学するようになる。
  - 小松市立国府中学校に辰口中学校国造分校を併置する。
- 1964年（昭和39年）10月 - 国造地区の全生徒が辰口中学校へ通学するようになる。
- 1965年（昭和40年）4月1日 - 小松市辰口町学校組合が解散。

### 統合後
- 1965年（昭和40年）4月 - 辰口小学校との校舎の交換移転。
  - 全校生徒512名
- 1966年（昭和41年）10月25日 - 第2棟東に木造教室増築。
- 1966年（昭和41年）11月2日 - 創立20周年記年式を挙行。
  - 創立20週年を機に同窓会が結成。初代会長に西出康（上開発）を選出。
- 1967年（昭和42年）1月10日 - 県立寺井高校辰口分校建築工事竣工落成式を挙行。
- 1967年（昭和42年）11月1日 - 英語教育研究発表会（石川県教委指定）。
- 1969年（昭和44年）4月11日 - 文部省・石川県生徒指導研究推進校指定。
- 1969年（昭和44年）11月15日 - 屋内プール（25メートル、8コース）完成。
  - 竣工落成式は11月17日に挙行
- 1970年（昭和45年）9月 - 田谷県知事の胸像が校庭の高台に建てられた。
  - 除幕式が県内外から約200名が参列し、盛大に開かれた。
- 1971年（昭和46年）5月26日 - 文部省生徒指導研究発表会。
- 1972年（昭和47年）7月23日 - 県立寺井高校辰口分校の閉校式。
- 1975年（昭和50年）1月8日 - 第1棟防音改造（第1期）工事。
- 1976年（昭和51年）8月12日 - 全国中学生選抜水泳競技大会出場。
- 1976年（昭和51年）8月17日 - 全国中学生バスケットボール優勝大会出場。
  - この頃よりバスケットボールが盛んとなり、現在に続く。
- 1976年（昭和51年）12月10日 - 防衛施設周辺整備事業による校舎防音改築工事完成。
- 1977年（昭和52年）3月31日 - 防音改造工事落成式を挙行。
  - 3月31日をもって敷地内（現在の駐輪場付近）にあった辰口保育所が辰口142番地へ移転（2012年3月に辰口町173番地1へ再移転）。
- 1977年（昭和52年）4月1日 - 創立30周年記念植樹。
- 1977年（昭和52年）10月1日 - 創立30周年記念国旗掲揚塔が完成。
- 1984年（昭和59年）3月 - 南校舎増築、改造工事竣工。
- 1985年（昭和60年）11月8日 - 文部省指定道徳教育研究発表会。
- 1987年（昭和62年）5月 - 自転車置場（東側に100台分）増設。
- 1987年（昭和62年）6月 - 運動部室（ユニット）3基設置。
- 1989年（平成元年）7月25日 - 北校舎改装完成。
- 1989年（平成元年）8月8日 - 県吹奏楽コンクールC編成金賞。
  - これを機に吹奏楽が盛んとなり、現在に続く。
- 1990年（平成2年）9月 - 南校舎・職員室大規模改装完成。
- 1991年（平成3年）7月26日 - 町カナダ派遣事業でトロント市へ（生徒14名）。
- 1992年（平成4年）3月20日 - 全日本アンサンブルコンテスト 打楽器の部 金賞。
- 1992年（平成4年）11月1日 - 全日本吹奏楽コンクールで銀賞。
- 1993年（平成5年）5月7日 - 町カナダ派遣事業でトロント市へ（生徒14名）。
- 1993年（平成5年）10月10日 - 全日本吹奏楽コンクールで金賞。
- 1993年（平成5年）10月31日 - 陸上ジュニアオリンピック 女子Cクラス走り幅跳びで優勝（清水 都）。
- 1993年（平成5年）12月27日 - 全国中学校駅伝大会出場（男子）。
- 1994年（平成6年）10月23日 - 全日本吹奏楽コンクールで銀賞。
- 1994年（平成6年）10月30日 - 国民体育大会秋季大会で陸上少年少女B走り幅跳びで準優勝（清水 都）。
- 1995年（平成7年）7月7日 - 町カナダ派遣事業でトロント市へ（生徒18名）。
- 1995年（平成7年）10月29日 - 全日本吹奏楽コンクールで金賞。
- 1995年（平成7年）11月10日 - 統計教育研究発表会。
- 1996年（平成年）10月27日 - 全日本吹奏楽コンクールで銅賞。
- 1997年（平成9年）3月20日 - 第20回全日本アンサンブルコンテストで打楽器4重奏が金賞。
- 1997年（平成9年）7月14日 - カナダ教職員一行来校。
- 1997年（平成9年）7月29日 - 町カナダ派遣事業でトロント市へ（生徒18名）。
- 1997年（平成9年）10月26日 - 創立50周年記念式典。

（以下、調査中）
- 2005年（平成17年）2月1日 - 能美郡根上町、寺井町、辰口町の3町合併により能美市誕生。市制施行に伴い、能美市立辰口中学校と改称。
- 2007年（平成19年）7月9日 - 新校舎改築のための旧体育館解体作業開始。
- 2007年（平成19年）7月10日 - シェレホフ市使節団来校。
- 2007年（平成19年）7月29日 - 市青少年派遣事業でシェレホフ市へ（本校から生徒5名）。
- 2007年（平成19年）8月22日 - 全国中学校水泳競技大会で100m自由形で優勝、200m自由形で2位（小堀勇氣）。
- 2007年（平成19年）8月29日 - 全国JOC夏季校水泳競技大会で100mバタフライ、100m自由形、400m自由形で優勝（小堀勇氣）。
- 2007年（平成19年）12月5日 - 新校舎起工式。
- 2008年（平成20年）7月8日 - ストラスモア町使節団来校。
- 2008年（平成20年）7月10日 - シェレホフ市使節団来校。
- 2008年（平成20年）7月28日 - 市青少年派遣事業でシェレホフ市へ（本校から生徒1名）。
- 2008年（平成20年）7月28日 - 市青少年派遣事業でストラスモア町へ（本校から生徒5名）。

（以下、調査中）
- 2009年（平成21年）1月24日 - 新校舎竣工式。

（以下、調査中）

## 歴代校長
- 初代校長 : 南 清英 - 1947年（昭和22年） - 1952年（昭和27年）5月31日
- 第2代校長 : 小野勇吉 - 1952年（昭和27年）6月1日 - 1959年（昭和34年）3月31日
- 第3代校長 : 赤木玖三 - 1959年（昭和34年）4月1日 - 1961年（昭和36年）3月31日
- 第4代校長 : 道本吉太郎 - 1961年（昭和36年）4月1日 - 1965年（昭和40年）3月31日
- 第5代校長 : 鈴木与三次 - 1965年（昭和40年）4月1日 - 1970年（昭和45年）3月31日
- 第6代校長 : 道本外市 - 1970年（昭和45年）4月1日 - 1973年（昭和48年）3月31日
- 第7代校長 : 折坂一見 - 1973年（昭和48年）4月1日 - 1976年（昭和51年）3月31日
- 第8代校長 : 中村正徳 - 1976年（昭和51年）4月1日 - 1980年（昭和55年）3月31日
- 第9代校長 : 笹木不二人 - 1980年（昭和55年）4月1日 - 1983年（昭和58年）3月31日
- 第10代校長 : 竹田久夫 - 1983年（昭和58年）4月1日 - 1986年（昭和61年）3月31日
- 第11代校長 : 小蔵幸一 - 1986年（昭和61年）4月1日 - 1990年（平成2年）3月31日
- 第12代校長 : 茂藤 寛 - 1990年（平成2年）4月1日 - 1996年（平成8年）3月31日
- 第13代校長 : 中嶋 弘 - 1996年（平成8年）4月1日 - 2000年（平成12年）3月31日
- 第14代校長 : 林 忠男 - 2000年（平成12年）4月1日 - 2003年（平成15年）3月31日
- 第15代校長 : 倉元愼一郎 - 2003年（平成15年）4月1日 - 2010年（平成22年）3月31日
- 第16代校長 : 久保孝嗣 - 2010年（平成22年）4月1日 - 2013年（平成25年）3月31日
- 第17代校長 : 長田 聡 - 2013年（平成25年）4月1日 -

## 通学区域
能美市 辰口町、湯屋町、徳山町、倉重町、出口町、三ツ屋町、山田町、来丸町、火釜町、上開発町、下開発町、北市町、徳久町、荒屋町、高座町、上清水町、下清水町、緑が丘1～11丁目、松が岡1～5丁目、岩内町、莇生町、三ツ口町、長滝町、宮竹町、旭台1～2丁目、灯台笹町、岩本町、和気町、寺畠町、鍋谷町、仏大寺町、舘町、金剛寺町、坪野町、和光台1～5丁目

## 部活動

### 運動部
- 野球
- ソフトボール
- 陸上競技
- 剣道
- 卓球
- 女子バレーボール
- 男子バレーボール

- バレーボール
- ソフトテニス
- 男子バスケットボール
- 女子バスケットボール
- 水泳
- バドミントン
- サッカー

### 文化部
- 吹奏楽
- 美術
- 茶華道
- 社会体育

## 出身者
- 鈴木雄介 - 陸上選手
- 小堀勇氣 - 水泳選手
- 宮本周司 - 参議院議員

## 交通アクセス
- 北陸本線 能美根上駅下車